# Halieutaea stellata
Halieutaea stellata es un pez que pertenece a la familia Ogcocephalidae. Habita en las plataformas continentales de los océanos Indo-Pacífico a profundidades de entre 50 y 400 metros. Pueden medir hasta 30 centímetros de largo.
Esta especie fue descrita por primera vez en 1797, por el zoólogo y botánico noruego Martin Vahl.

### Lectura recomendada
- Tony Ayling & Geoffrey Cox, Collins Guide to the Sea Fishes of New Zealand, (William Collins Publishers Ltd, Auckland, New Zealand 1982) ISBN 0-00-216987-8.
- Chen, C.-H.0 Checklist of the fishes of Penghu. FRI Special Publication No. 4. 175 p. (Ref. 55073).
- Tang, W.-C.0 Chinese medicinal materials from the sea. Abstracts of Chinese Medicine 1(4):571-600. (Ref. 12166).
- Richer De Forges, B.0 Electronic database of ORSTOM sampling on the Norfolk Ridge. ORSTOM. (Ref. 50734).
- Russell, B.C. and W. Houston0 Offshore fishes of the Arafura Sea. Beagle 6(1):69-84. (Ref. 9819).
- Ni, I.-H. and K.-Y. Kwok0 Marine fish fauna in Hong Kong waters. Zool. Stud. 38(2):130-152. (Ref. 31075).
- Bradbury, M.G. (2003) Family Ogcocephalidae Jordan 1895 - batfishes., Calif. Acad. Sci. Annotated Checklists of Fishes (17):17.